# Sande am Tannenbusch bei Kleinlangheim
Sande am Tannenbusch bei Kleinlangheim ist ein Naturschutzgebiet auf dem Gebiet der unterfränkischen Gemeinde Kleinlangheim im Landkreis Kitzingen.

## Lage
Das Naturschutzgebiet liegt im Nordwesten der Kleinlangheimer Gemarkung bzw. im Süden der Haidter Gemarkung und nimmt eine Fläche von ca. 38 Hektar ein. Es ist Teil des ausgedehnten Klosterforstes, eines Waldgebietes im Steigerwaldvorland. Die Waldabteilung Tannenbusch bildet die namengebende Klammer für das Areal. Ein Fokus liegt allerdings nicht auf den Waldflächen, stattdessen werden vor allem die Waldränder und waldnahe Flächen geschützt. Das Schutzgebiet besteht aus zwei größeren Teilflächen, die über einen schmalen Waldstreifen miteinander verbunden sind. Im südlichen Teil entspringt der Mainzufluss Rodenbach. Im Norden reicht das Gebiet bis fast an die Bundesautobahn 3, im Süden bildet die inzwischen stillgelegte Bahnstrecke Kitzingen–Schweinfurt die Grenze.

## Beschreibung
Mit Verordnung der Regierung von Unterfranken vom 30. Juni 1995 wurde das Naturschutzgebiet konstituiert. Im Zentrum der Schutzbemühungen stehen die Sandmagerrasen und Sandgrasheiden, die besonders typisch für das Albertshofener Flugsandgebiet sind. Das Areal ist allerdings von einer Vernetzung von mehreren, unterschiedlichen Standorten gekennzeichnet. Zu finden sind hier trockene Sandstandorte mit Feuchtgebieten, Wiesen und Waldränder. Ebenso wird der Schutz bedrohter Tier- und Pflanzenarten als Schutzzweck angegeben.
Das Gebiet ist zugleich Teil des größeren Vogelschutzgebietes Südliches Steigerwaldvorland. Hier ist einer der Verbreitungsschwerpunkte des Ortolans (Emberiza hortulana) in Bayern zu finden. Daneben steuern auch viele weitere schützenswerte Stand- und Zugvögel das Areal regelmäßig an. Das typische Standortmosaik, das sich nicht nur auf das Naturschutzgebiet selbst beschränkt, wurde zu einem Teil des FFH-Gebietes Sandgebiete bei Schwarzach, Klein- und Großlangheim umgewandelt.